# Anseric
Anséric, ou Anséri, est un religieux catholique qui a occupé le siège d'archevêque de Besançon de 1117 jusqu'à sa mort en 1134.
Issu de l'Église d'Autun, dont il est le doyen lors de sa nomination à la fonction épiscopale, son ministère est marqué par son esprit de pacification.
Il s'efforce de mettre fin au contentieux de primauté qui oppose le Chapitre Saint Jean au Chapitre de Saint Etienne.
Il participe au Concile de Latran I en 1123, et à la diète impériale en 1124.
Il convoque un Plaid de Dieu, qui se tient dans la plaine de Thise en mai 1124.
Il favorise les ordres monastiques, en particulier les cisterciens avec les fondations de l'Abbaye de Cherlieu et de l'Abbaye de Lieu-Croissant.